# Nobuhisa Jamada
Nobuhisa Jamada (* 10. září 1975) je bývalý japonský fotbalista.

## Reprezentační kariéra
Nobuhisa Jamada odehrál 15 reprezentačních utkání. S japonskou reprezentací se zúčastnil Konfederační pohár FIFA 2003.

## Statistiky
| Japonsko | Japonsko | Japonsko |
| Roky     | Záp.     | Góly     |
| -------- | -------- | -------- |
| 2002     | 1        | 0        |
| 2003     | 11       | 0        |
| 2004     | 3        | 1        |
| Celkem   | 15       | 1        |